# Trittame bancrofti
Espèce
Synonymes
- Aganippe bancrofti Rainbow & Pulleine, 1918

Trittame bancrofti est une espèce d'araignées mygalomorphes de la famille des Barychelidae.

## Distribution
Cette espèce est endémique du Queensland en Australie.

## Description
La carapace de la femelle holotype mesure 9,2 mm de long sur 6,3 mm et l'abdomen 10,5 mm de long sur 6,3 mm.

## Étymologie
Cette espèce est nommée en l'honneur de Thomas L. Bancroft.

## Publication originale
- Rainbow & Pulleine, 1918 : Australian trap-door spiders. Records of the Australian Museum, vol. 12, p. 81-169 (texte intégral).